# District de Ningjiang
Le district de Ningjiang (宁江区 ; pinyin : Níngjiāng Qū) est une subdivision administrative de la province du Jilin en Chine. Il est placé sous la juridiction de la ville-préfecture de Songyuan.